# Stormyrtjärnen (Älvdalens socken, Dalarna)
Stormyrtjärnen är en sjö i Älvdalens kommun i Dalarna och ingår i Dalälvens huvudavrinningsområde. Sjön har en area på 0,0608 kvadratkilometer och ligger 387,1 meter över havet.

## Delavrinningsområde
Stormyrtjärnen ingår i det delavrinningsområde (678709-137660) som SMHI kallar för Ovan Oradbäck. Medelhöjden är 421 meter över havet och ytan är 31,99 kvadratkilometer. Räknas de 22 avrinningsområdena uppströms in blir den ackumulerade arean 240,84 kvadratkilometer. Vanån som avvattnar avrinningsområdet har biflödesordning 3, vilket innebär att vattnet flödar genom totalt 3 vattendrag innan det når havet efter 416 kilometer. Avrinningsområdet består mestadels av skog (77 procent) och sankmarker (16 procent). Avrinningsområdet har 0,06 kvadratkilometer vattenytor vilket ger det en sjöprocent på 0,2 procent.